# Osinachi Ohale
Osinachi Marvis Ohale (Owerri, Imo, Nigeria; 21 de diciembre de 1991) es una futbolista nigeriana que juega como defensa en el Pachuca Femenil de la Primera División Femenina de México

## Clubes
| Club               | País           | Año        |
| ------------------ | -------------- | ---------- |
| Rivers Angels F.C. | Nigeria        | 2008-09    |
| Delta Queens F.C.  | Nigeria        | 2010-14    |
| Houston Dash       | Estados Unidos | 2014       |
| Rivers Angels F.C. | Nigeria        | 2015-17    |
| Vittsjö GIK        | Suecia         | 2017-18    |
| Växjö DFF          | Suecia         | 2018-19    |
| C. D. TACON        | España         | 2019-20    |
| A.S. Roma          | Italia         | 2020-21    |
| Madrid CFF         | España         | 2021       |
| Deportivo Alavés   | España         | 2021-2023  |
| Pachuca Femenil    | México         | 2023-2025. |

## Palmarés

### Títulos nacionales
| Título           | Club         | País    | Año  |
| ---------------- | ------------ | ------- | ---- |
| NWFL Premiership | Delta Queens | Nigeria | 2011 |
| NWFL Premiership | Delta Queens | Nigeria | 2012 |

### Títulos internacionales
| Título                    | Equipo  | Sede      | Año  |
| ------------------------- | ------- | --------- | ---- |
| Copa Africana de Naciones | Nigeria | Sudáfrica | 2010 |
| Copa Africana de Naciones | Nigeria | Namibia   | 2014 |
| Copa Africana de Naciones | Nigeria | Camerún   | 2016 |
| Copa Africana de Naciones | Nigeria | Ghana     | 2018 |

(*) Incluyendo la Selección

### Distinciones individuales
| Distinción                                     | Año       |
| ---------------------------------------------- | --------- |
| Equipo Femenino de la CAF de la Década (IFFHS) | 2011-2020 |
| Mejor Once de la CAF (IFFHS)                   | 2022      |